# Tristan Prettyman
Tristan Prettyman (Del Mar, 23 de maio de 1982) é uma cantora, compositora e ex-modelo de San Diego, Califórnia.

## Discografia
- 4-Track Demo CD (2002)
- The Love EP (2003)
- T W E N T Y T H R E E (2005)
- Hello (2008)
- Live Session (an iTunes Exclusive EP) (2008)
- Cedar + Gold (2012)